# 埃爾溫·米爾德
埃爾溫·赫拉尔杜斯·特奥多鲁斯·弗兰克·米爾德（荷蘭語：Erwin Gerardus Theodorus Franc Mulder；1989年3月3日—）是一位荷蘭足球運動員。在場上的位置是守門員。他現在效力於荷甲球隊海倫芬。